# Phönizischer Bäderexpress
Den Spitznamen Phönizischer Bäderexpress erhielt während des Ersten Weltkriegs in Palästina ein improvisierter Eisenbahntriebwagen, der mittels eines Propellers angetrieben wurde.

## Geschichte

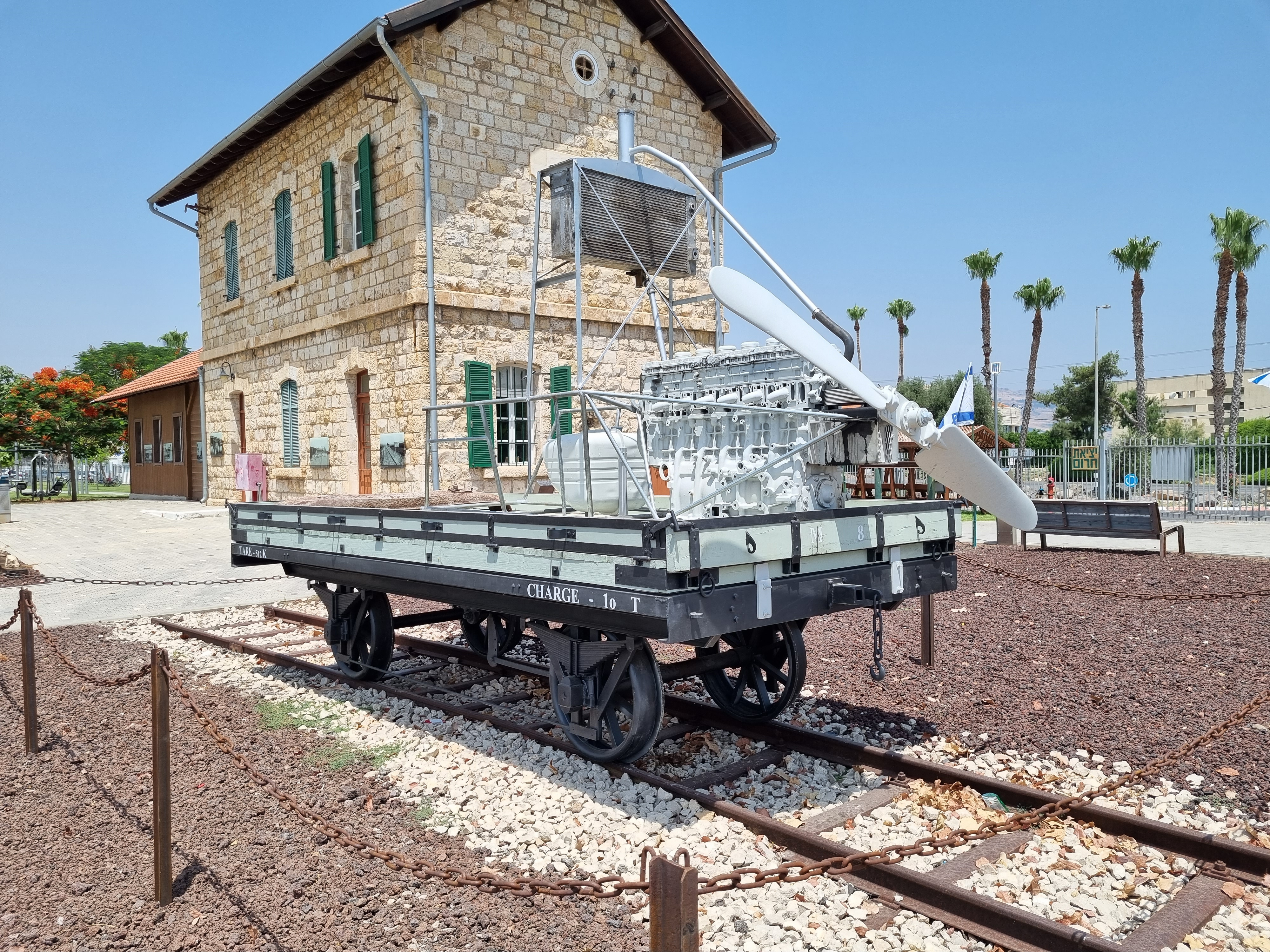
Nachbau des Phönizischen Bäderexpresses am ehem. Bahnhof Samach, 2022

Die Angehörigen der Bayerischen Fliegerabteilung 304, die während des Ersten Weltkriegs zum deutschen Asien-Korps zählte, das im Bündnis der Mittelmächte an osmanischer Seite kämpfte, und seit Ende 1917 auf dem Fliegerhorst Afula nahe Nazareth stationiert war, verbrachten ihre dienstfreie Zeit bevorzugt in Haifa. Zwar verband die Jesreʿeltalbahn Afula direkt mit der Küstenstadt, aber die regulären Züge waren angesichts der knapp bemessenen Zeit zu langsam.
Um dieses Problem zu beheben, installierten am Bahnhof Afula die Mechaniker der Einheit und der Ingenieur Baruch Katinka (hebräisch בָּרוּךְ קָטִינְקָא; 1887–1965), Absolvent des Technikums Mittweida, nach seinen Plänen den Benz-Flugmotor einer AEG C.IV auf einem zweiachsigen Flachwagen und konstruierten so den Triebwagen. Das osmanische Militär hatte den Kriegsfreiwilligen zur Osmanischen Militärbahn abgeordnet, wo er Kommandant des Streckenabschnitts Haifa-Samach der Jesreʿeltalbahn war. Der Wagen, der die Nummer M 8 trug, stammte vermutlich nicht von der Hedschasbahn, zu deren Netz die Jesreʿeltalbahn gehörte, da dort keine derartigen Zweiachser verwendet wurden. Seine tatsächliche Herkunft ist nicht eindeutig geklärt.
Die erste Fahrt des Triebwagens fand am 7. April 1918 statt. Zwar wird gelegentlich 1916 als Baujahr genannt, das ist jedoch unzutreffend; das tatsächliche Datum geht eindeutig aus zeitgenössischen Dokumenten hervor. Zudem waren 1916 noch keine deutschen Militärflieger in Afula stationiert gewesen. In der Folgezeit sorgte der M 8, der aufgrund seines Einsatzzwecks von den Soldaten den Namen Phönizischer Bäderexpress erhielt, dafür, dass die Angehörigen der Fliegerabteilung die Mittelmeerküste erreichen konnten, ohne dass ihnen kostbare Zeit verlorenging.
Als am Morgen des 20. September 1918 im Verlaufe der Palästinaschlacht britische Truppen auf Afula vorrückten, wurde der M 8 mit Flugzeugersatzteilen, Instrumenten und einem Maschinengewehr beladen. Ein Unteroffizier sollte mit vier Mann Besatzung Triebwagen und Ladung nach Darʿā in Sicherheit bringen. Unterwegs kollidierte der Triebwagen auf der eingleisigen Strecke mit einem osmanischen Zug und wurde stark beschädigt. Die Besatzung lud die Fracht und den demontierten Motor auf den Zug um und zündete die Reste des Triebwagens vor der Abfahrt mit Hilfe von Benzin an, um ihn nicht in die Hände der bereits herannahenden britischen Kavallerie von der Egyptian Expeditionary Force fallen zu lassen. Auf dem ehemaligen Bahnhof Samach in Zemach am See Genezareth, dessen Baulichkeiten seit 2015 durch das Land-Israel-Studienzentrum (הַמַּחְלָקָה לְלִמּוּדֵי אֶרֶץ יִשְׂרָאֵל) des Akademischen Kollegs Kinneret (הַמִּכְלָלָה הָאֲקָדֶמִית כִּנֶּרֶת) genutzt werden, steht ein Nachbau des Phönizischen Bäderexpresses.